# Inele (gimnastică)

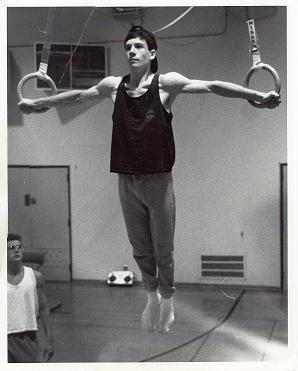
Un gimnast la inele, în poziție de cruce

Inelele constituie unul dintre aparatele de gimnastică, folosit în mod tradițional doar în proba masculină, din cauza cerințelor de rezistență extremă a părții superioare a corpului. Atletul se balansează ținându-se de două inele, care atârnă la o înălțime de 2,75 metri de covor. Sportivii au nevoie de forță pentru a executa mișcările de la inele.

## Aparatul
Aparatul este format din două inele, care atârnă dintr-un cadru metalic rigid. Fiecare inel este susținut de o curea, care, la rândul său, se conectează la un cablu de oțel suspendat de cadrul de metal. Gimnastul, care ține câte un inel cu fiecare mână, trebuie să controleze mișcarea acestora.

##### Dimensiuni
Măsurile standard ale aparatului sunt specificate de către Federația Internațională de Gimnastică (FIG), în documentul său Normele Aparaturii:
- Diametrul interior: 18 cm ± 0,1 centimetri
- Distanța de la punctul de fixare până la inele: 300 cm ± 1 centimetru
- Distanța dintre cele două puncte de fixare: 50 cm ± 0,5 centimetri

## Gimnaști specializați la proba cu inelele
- Leon Štukelj
- Jury Chechi
- Albert Azaryan (Azarian)
- Yordan Yovchev
- Yuri van Gelder
- Chen Yibing